# Celles-sur-Plaine
Celles-sur-Plaine is een gemeente in het Franse departement Vosges (regio Grand Est) en telt 840 inwoners (1999). De plaats maakt deel uit van het arrondissement Saint-Dié-des-Vosges.

## Geografie
De oppervlakte van Celles-sur-Plaine bedraagt 20,1 km², de bevolkingsdichtheid is 41,8 inwoners per km².
De onderstaande kaart toont de ligging van Celles-sur-Plaine met de belangrijkste infrastructuur en aangrenzende gemeenten.

## Demografie
Onderstaande figuur toont het verloop van het inwonertal (bron: INSEE-tellingen).